# Piletocera infernalis
Piletocera infernalis is een vlinder van de familie van de grasmotten (Crambidae). De wetenschappelijke naam van deze soort is voor het eerst voorgesteld door George Francis Hampson in een publicatie uit 1907.
De soort komt voor op de Solomonseilanden en is voor het eerst ontdekt op het eiland Kolombangara.